# Корсики
Корсики — деревня в Ершичском районе Смоленской области России. Входит в состав Руханского сельского поселения. Население — 175 жителей (2019 год). Бывшее имение Римских-Корсаковых.
Расположена в южной части области в 23 км к юго-востоку от Ершичей, в 39 км юго-западнее автодороги А141 Орёл — Витебск, на берегу реки Ипуть. В 42 км северо-восточнее деревни расположена железнодорожная станция Сещинская на линии Рославль — Брянск.

## История
В 1894 г. была сооружена церковь Пресвятой Богородицы с ярусной колокольней(архитектор Ф. М. Мейшер) в русском стиле.
В годы Великой Отечественной войны деревня была оккупирована гитлеровскими войсками в августе 1941 года, освобождена в сентябре 1943 года.